# Aglutinante (pintura)

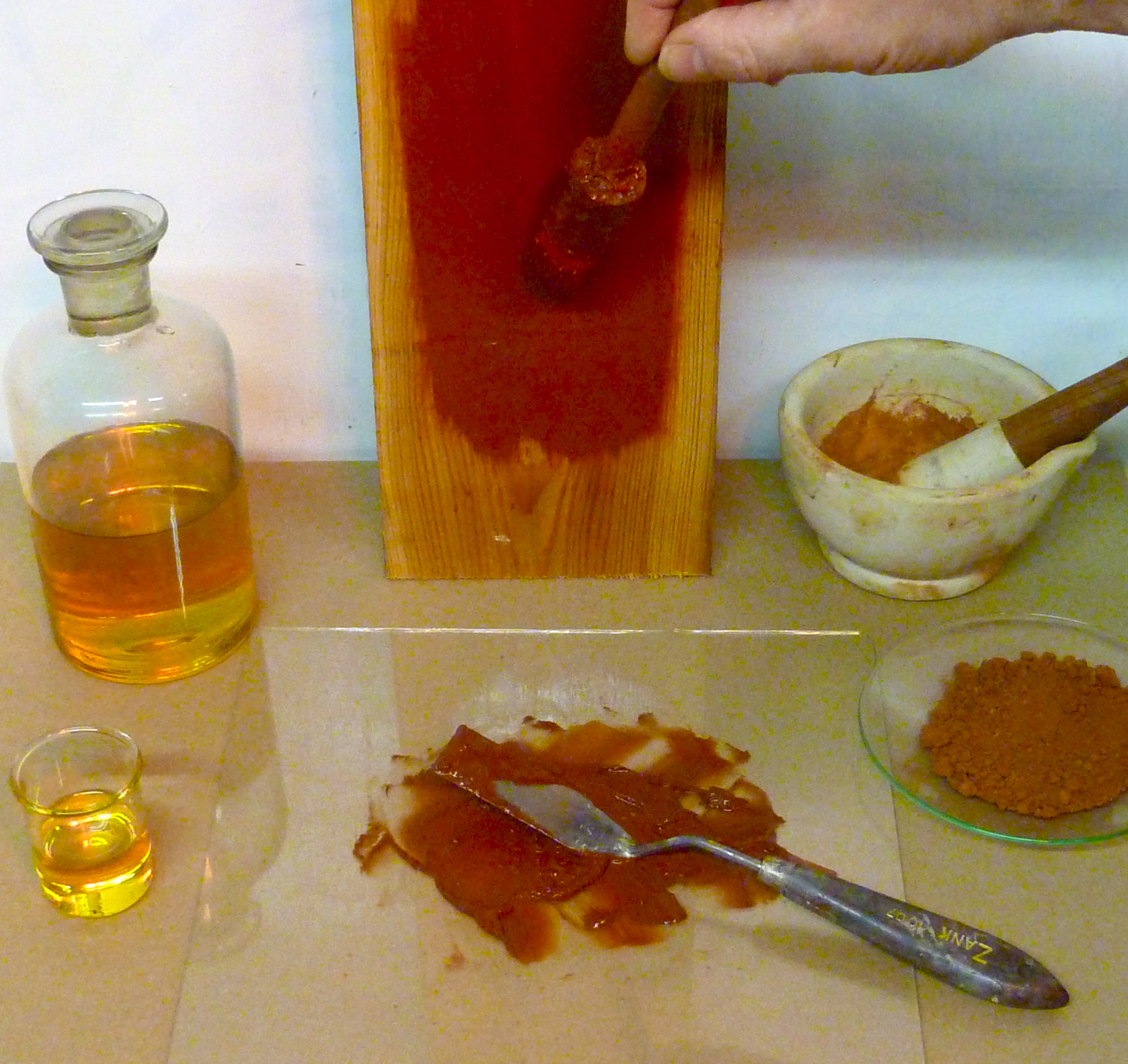
El aceite de linaza se utiliza como aglutinante de muchos pigmentos

Un aglutinante o medio en pintura es una sustancia que alberga en su seno el pigmento, permitiendo que las partículas de este se unan entre sí y alsoporte, formando una capa homogénea y duradera, tras el secado, es decir, es el elemento que sirve para cohesionar pigmentos. Por ejemplo, huevo, grasa, cola, etc. Los aglutinantes son el componente fundamental de la pintura y determinan sus propiedades como la textura, la resistencia, el brillo y la flexibilidad 
Las características principales son:
- Capacidad para mezclarse con el pigmento.
- Resistencia una vez seco.
- Textura que permita su aplicación.
- Capacidad de ser contenido

Según su composición se pueden catalogar como pinturas de secado físico y pinturas de secado físico-químico. Las primeras secan cuando los disolventes del aglutinante se evaporan, por ejemplo, las lacas de nitrocelulosa (la laca de uñas es un buen ejemplo). Las segundas, aparte de la evaporación de los disolventes, se da una reacción química. Es el caso de las pinturas de dos componentes, en la que la pintura base reacciona con un endurecedor.